# Est du Maranhão

Étendue de la région de l'est du Maranhão.

L'est du Maranhão est l'une des 5 mésorégions de l'État du Maranhão, au Brésil. Elle regroupe 44 municipalités groupées en 6 microrégions.

## Données
La région compte 1 248 451 habitants pour 70 606 km2.

## Microrégions
La mésorégion de l'est du Maranhão est subdivisée en 6 microrégions:
- Baixo Parnaíba Maranhense
- Caxias
- Chapadas do Alto Itapecuru
- Chapadinha
- Codó
- Coelho Neto